# Andy Borowitz
Andy Borowitz (Shaker Heights, 4 gennaio 1958) è uno scrittore, commediografo e attore statunitense.
È co-creatore della celebre sitcom Willy, principe di Bel-Air. 
Noto per la vena umoristica (e vincitore del National Press Club), tiene la rubrica satirica The Borowitz Report su The New Yorker.